# Amedeo Avogadro

Mémoire

Lorenzo Romano Amedeo Carlo Avogadro, (Torí, 9 de juny o 6 d'agost de 1776 - Torí, 9 de juliol de 1856) fou un científic italià, especialment reconegut per les seves contribucions a la teoria molecular, en concret per l’anomenada Llei d’Avogadro,  que diu que «volums iguals de diferents gasos sota les mateixes condicions de pressió i temperatura, contenen el mateix número de molècules». En honor seu es va anomenar el nombre d'Avogadro, que és una de les set constants que defineixen el sistema internacional d’unitats (SI).

## Biografia
Va néixer el 9 d’agost de 1776 a Torí, Regne de Sardenya-Piemont, en el si d’una família noble, fill de Filippo Avogadro, comte de Quaregna i Cerreto -títol que Amedeo heretà l’any 1787-, i d’Anna Maria Varcellone. La família havia tingut diversos membres advocats eclesiàstics, sembla que el nom avogadro pot ser una corrupció de “advocarii”. El seu pare, lletrat i funcionari, arribà a ser advocat general del Senat del Piemont el 1777, durant el regnat de Víctor Amadeu III, i el 1799, sota l’ocupació francesa, en fou nomenat president. Avogadro rebé la primera educació a casa i a l’escola secundària de Torí, el 1792 es llicencià en Jurisprudència i el 1796 es doctorà en Dret eclesiàstic. Interessat en la Filosofia natural, el 1800 començà a estudiar, privadament, matemàtiques i física, probablement impressionat pels descobriments de Volta, ja que els primers treballs de recerca, fets en col·laboració amb el seu germà Felice l’any 1803, són sobre l’electricitat. És en aquest moment que decideix dedicar-se de manera plena a la física.
L’any 1806 fou nomenat professor de Filosofia Natural de l’Acadèmia de Torí i, posteriorment, el 1809 del Reial Col·legi de Vercelli, càrrec que ocupà fins al 1820. Quan el mateix 1820 s'establí la primera càtedra de Física Matemàtica a la Universitat de Torí, en fou nomenat professor. Durant el període comprés entre 1823 i 1833, els afers polítics l’apartaren del seu càrrec, i quan el 1832 es restablí la càtedra, encara que inicialment fou nomenat Agustin-Louis Cauchy, Avogadro recuperà la càtedra el 1834, coincidint amb el trasllat de Cauchy a Praga, que exercí fins a la seva jubilació l’any 1850. L’any 1804 Avogadro fou elegit membre corresponent de l’Acadèmia de Ciències de Torí i el 1819 membre de ple dret. Fou, també, membre de la Comissió d’Instrucció pública i de la d’Estadística del Piemont, i impulsà l’adopció del sistema mètric.
Es casà amb Felicita Mazzé i tingueren sis fills. Morí a Torí, el 9 de juliol de 1856, als 79 anys d’edat. Encara que Avogadro tingué una vida científica molt activa la seva modèstia contribuí, en molt bona part, al seu desconeixement especialment fora d’Itàlia, de fet no fou mai proposat com a membre de la Royal Society de Londres o de l'Acadèmia de Ciències de París. A diferència de contemporanis tan reconeguts com Gay-Lussac i Davy, treballà en solitari i només al final de la seva vida intercanvià correspondència, a pesar del bon coneixement de l’anglès i l’alemany que tenia, amb científics estrangers destacats.

## Recerca científica
Durant una estada a Vercelli escrigué un article on formulava la següent hipòtesi avui en dia coneguda com a Llei d'Avogadro;
Volums iguals de gasos, sota les mateixes condicions de pressió i temperatura, contenen el mateix nombre de molècules.
Envià l'escrit a De Lamétherie's Journal de Physique, de Chimie et d'Histoire naturelle i fou publicat en l'edició de 14 de juliol de 1811 amb el títol; Essai d'une manière de déterminer les masses relatives des molecules élémentaires des corps, et les proportions selon lesquelles elles entrent dans ces combinaisons.
Avogadro desenvolupà aquesta hipòtesi després que Joseph-Louis Gay-Lussac publiqués el 1808 la seva llei de volums i combinació de gasos. La dificultat principal amb la qual Avogadro topà fou l'enorme confusió que existia a l'època entre àtoms i molècules. Una de les contribucions principals d'Avogadro fou distingir les unes de les altres, postulant que les partícules simples també podien ser molècules, i que aquestes estaven formades per àtoms. Avogadro no usà la paraula àtom, ja que àtom i molècula s'utilitzaven gairebé indistintament. Per referir-se als àtoms parlava d'un tipus de molècula que anomenava molècula elemental. També es va afinar la definició de massa, diferenciant-la del pes.
A la quantitat de molècules presents en una quantitat de matèria en grams igual al pes molecular (molècula gram o, simplement, mol) se l'anomena nombre d'Avogadro (NA) i és aproximadament 6,02214199 × 1023.
La constant d'Avogadro s'utilitza per calcular els resultats de les reaccions químiques. Permet als químics determinar les quantitats de substàncies produïdes en una reacció determinada amb un gran grau de precisió.
Johann Josef Loschmidt va calcular per primera vegada el valor de la constant d'Avogadro, el nombre de partícules en un mol, de vegades conegut com el nombre de Loschmidt als països de parla alemanya (la constant de Loschmidt ara té un altre significat).
La llei d'Avogadro estableix que la relació entre les masses del mateix volum de tots els gasos (a la mateixa temperatura i pressió) correspon a la relació entre els seus respectius pesos moleculars. Per tant, la massa molecular relativa d'un gas es pot calcular a partir de la massa d'una mostra de volum conegut.
Avogadro va desenvolupar aquesta hipòtesi després que Joseph-Louis Gay-Lussac publiqués la seva llei sobre els volums (i la combinació de gasos) el 1808. El problema més gran que va haver de resoldre Avogadro va ser la confusió d'aquella època pel que fa als àtoms i les molècules. Una de les seves contribucions més importants va ser distingir clarament l'un de l'altre, afirmant que els gasos estan composts per molècules, i aquestes molècules estan compostes per àtoms. (Per exemple, John Dalton no va considerar aquesta possibilitat.) Avogadro no va utilitzar realment la paraula àtom ja que les paraules àtom i molècula s'utilitzaven gairebé sense diferència. Creia que hi havia tres tipus de molècules, inclosa una molècula elemental (el nostre àtom). A més, va prestar més atenció a la definició de massa, a diferència del pes.

Memòria

El 1815, publicà Mémoire sur les masses relatives des molécules des corps simples, ou densités présumées de leur gaz, et sur la constitution de quelques-uns de leur composés, pour servir de suite à l'Essai sur le même sujet, publié dans le Journal de Physique, juliol de 1811 ('Nota sobre les masses relatives de les molècules elementals, o les densitats suggerides dels seus gasos i sobre els constituents d'uns quants dels seus compostos, com a seguiment de l'assaig sobre el mateix tema, publicat a el Journal of Physics, juliol de 1811') sobre les densitats de gas.
El 1821 va publicar un altre article, Nouvelles considérations sur la théorie des proportions déterminées dans les combinaisons, et sur la détermination des masses des molécules des corps (Noves consideracions sobre la teoria de les proporcions determinades en combinacions i sobre la determinació de les masses dels àtoms') i poc després, Mémoire sur la manière de ramener les composès organiques aux lois ordinaires des proportions déterminées ('Nota sobre la manera de trobar la composició orgànica per les lleis ordinàries de les proporcions determinades').
El 1841, publicà la seva obra a Fisica dei corpi ponderabili, ossia Trattato della costituzione materiale de' corpi, 4 volums.
Tot i el nom, Avogadro no va fer cap intent de calcular el valor d'aquesta constant (la va calcular Johann Josef Loschmidt el 1865), però els treballs d'Avogadro eren els que afirmaven implícitament que era constant.

## Reaccions de la comunitat científica
La comunitat científica no va donar una acollida entusiasta a les seves teories i les seves hipòtesis no van ser acceptades immediatament. Tres anys després que ell, André-Marie Ampère obtenia els mateixos resultats per altres mètodes (Sobre la determinació de les proporcions en les quals els cossos es combinen segons el nombre i la disposició respectiva de les molècules per la qual les seves partícules integrants estan compostes), però les seves teories van ser acollides amb la mateixa indiferència. Es va haver d'esperar als treballs de Gerhardt, Laurent i Williamson sobre les molècules orgàniques per mostrar que la llei d'Avogadro era indispensable per explicar per quines quantitats iguals de molècules ocupaven el mateix volum en estat gasós.
Tot i això, en aquestes experiències, certes substàncies semblaven ser una excepció a la regla. La solució la va trobar Stanislao Cannizzaro, que va suggerir en el curs d'un congrés el 1860, quatre anys després la mort d'Avogadro, que aquestes excepcions s'explicarien per les dissociacions de les molècules en el curs de l'escalfament.
Amb la seva teoria cinètica dels gasos, Rudolf Clausius va poder donar una nova confirmació de la llei d'Avogadro. Poc després, Jacobus Henricus van 't Hoff va aportar la darrera confirmació a la teoria gràcies als seus treballs sobre les solucions diluïdes.

## Eponímia
- El nom d'Avogadro ha quedat lligat al del número d'Avogadro, que indica el nombre de molècules contingudes en un mol.
- El cràter lunar Avogadro porta aquest nom a la seva memòria.[8]
- L'asteroide (12294) Avogadro també commemora el seu nom.[9]
- L'Avogadrita és un mineral halur batejat en el seu honor.[10]

## Publicacions
Algunes de les seves publicacions:
- Fisica de' Corpi ponderabili (1837)
- Fisica de corpi ponderabili, ossia Trattato della costituzione generale de' corpi (1841)
- Nouove [sic] considerazioni sulle affinita de' corpi pel calorico, calcolate per mezzo de' loro calori specifice e de' loro poteri refringenti allo stato gazoso (1822)
- Fisica de'corpi ponderabili: ossia trattato della costituzione generale de'corpi (1837)
- Nuvove considerazioni sulle affinità de'corpi pel calorico calcolate per mezzo de'loro calori specifici e de'loro poteri refringenti allo stato gazoso... (1822)
- Opere scelte di Amedeo Avogadro (1911)
- Foundations of the molecular theory : comprising papers and extracts (1893). Conjuntament amb Joseph Louis Gay-Lussac i John Dalton
- Opere scelte di Amedeo Avogadro (1911)

Escrits per ell però publicats recentment:
- - Saggi e memorie sulla teoria atomica: 1811-1838 (1995)
  - Tre manoscritti inediti di Amedeo Avogadro (2005)